# DS Automobiles

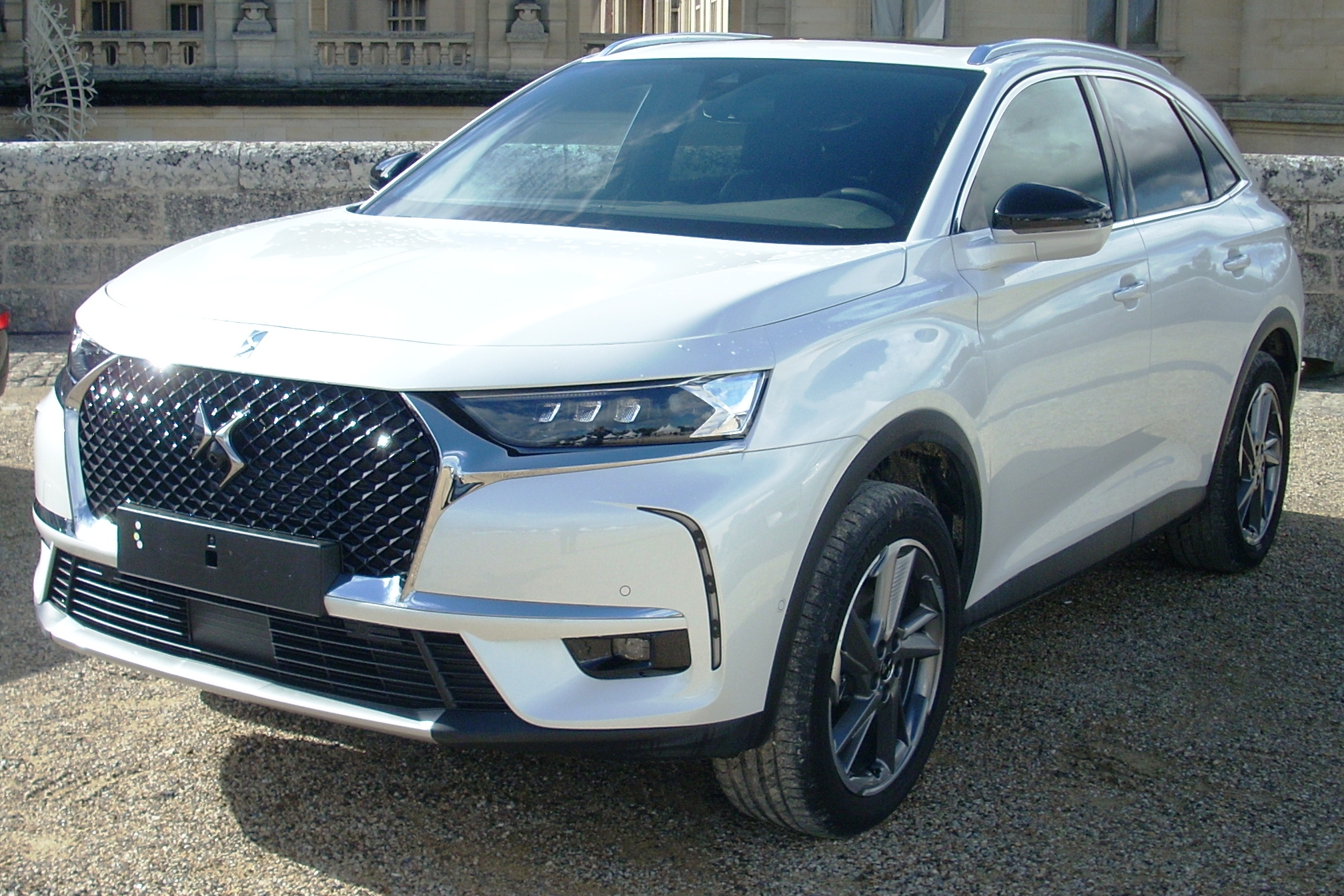
DS 7 Crossback (2018-)

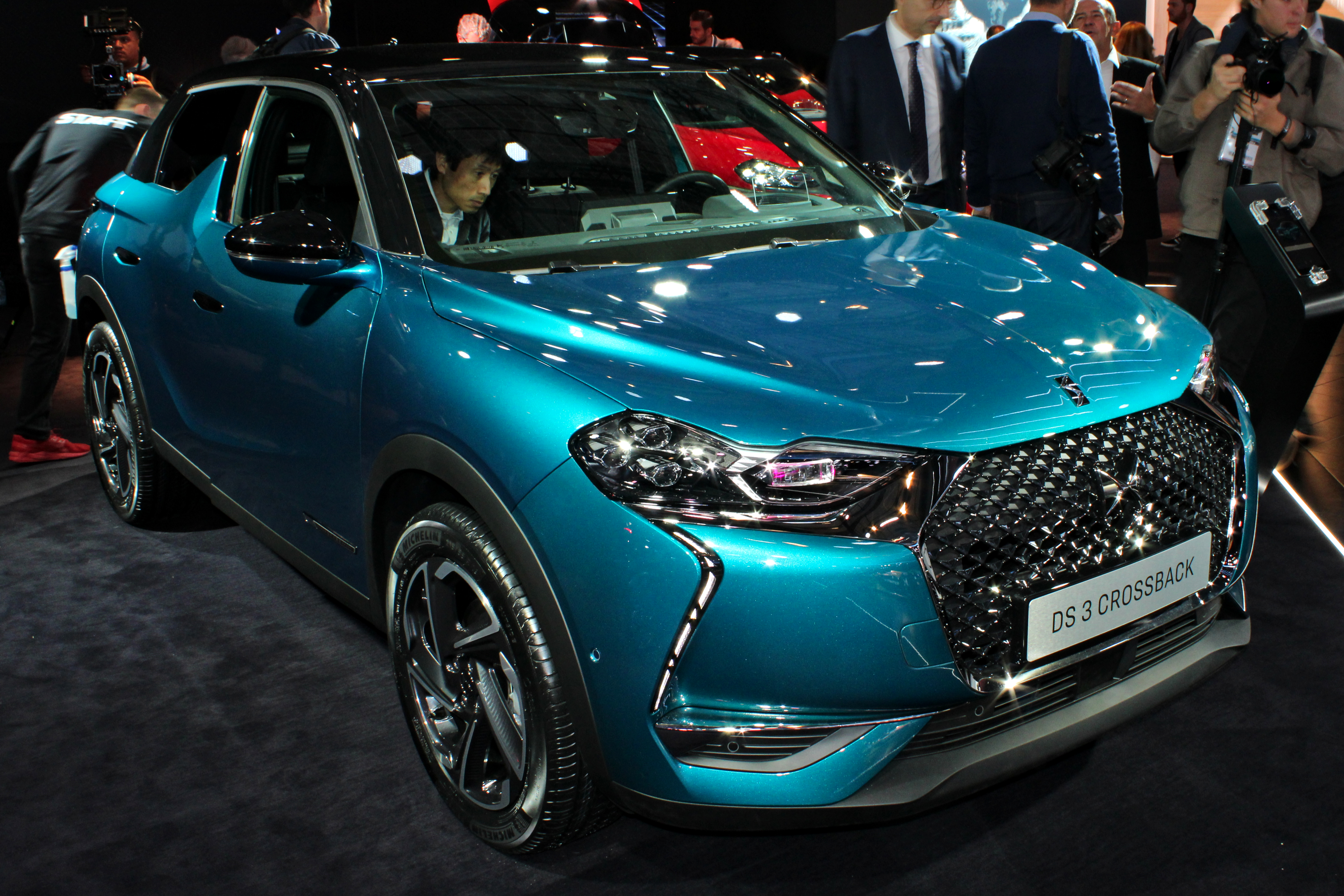
DS 3 Crossback (2019-)

DS Automobiles is een Frans automerk, onderdeel van de autogroep Stellantis. Het merk is in 2015 ontstaan als afsplitsing van het merk Citroën en onderscheidt zich van dat merk door een sportieve en luxueuze uitstraling. Sinds 2009 bestond het als een luxe productreeks binnen Citroën. DS is een afkorting voor Different Spirit of Distinctive Series, maar ook een verwijzing naar Déesse (Frans voor 'godin'), de vroegere Citroën DS.
In 2015 werden drie typen gemaakt in verschillende uitvoeringen en in 2019 zijn er vijf typen. Deze typen zijn in principe de bestaande typen uit de DS-range van Citroën, waarbij alleen het Citroën-logo (de dubbele Chevron) is vervallen. Leiding en eigendom zijn als gevolg van de afsplitsing niet gewijzigd, het merk behoorde tot het PSA Peugeot Citroën (PSA) concern dat in januari 2021 is gefuseerd met FCA en sindsdien als Stellantis verder gaat. 

## Typen
- DS 3
- DS 3 Crossback
- DS 4
- DS 4 Crossback
- DS 5
- DS 7 Crossback
- DS N°8
- DS 9

## Verkoopcijfers
De verkoopcijfers van DS in aantallen voertuigen.